# RNA-världshypotesen
RNA-världshypotesen är tanken att det första livet på jorden var baserat enbart på ribonukleinsyra (RNA), snarare än deoxiribonukleinsyra (DNA), RNA och proteiner som dagens livsformer. 
Frågan hur den första cellen bildades från enkla organiska molekyler är ännu inte besvarad, men det finns många hypoteser. En del av dessa utgår från att nukleinsyra uppkommit tidigt - "generna först" - medan andra utgår från att de biokemiska reaktionerna och reaktionsvägarna kommit först, "metabolismen först". Det finns även hybridmodeller som kombinerar bitar av bägge varianterna. RNA kan både lagra genetisk information, på samma sätt som DNA, och katalysera kemiska reaktioner på samma sätt som proteinbaserade enzymer. RNA kan därför ha haft en huvudroll i de livsformer som föregick de första cellerna.

Ett modernt cellmembrans två främsta beståndsdelar är lipider och proteiner. En avgörande fråga för livets uppkomst är om RNA eller en prototyp till cellmembranen bildades först.

## "Generna först"

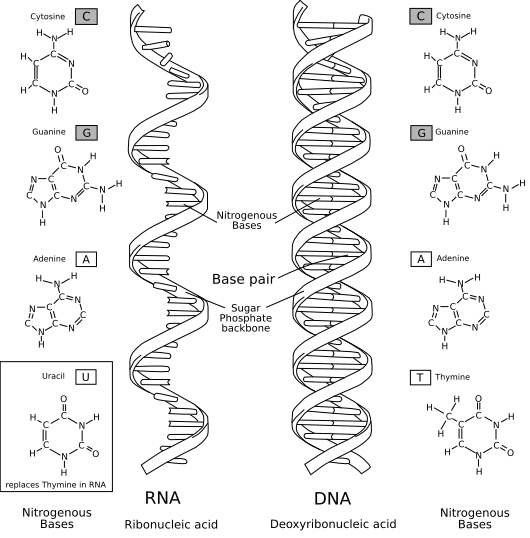
RNA jämfört med DNA.

Hypotesen om RNA-världen innebär att små korta RNA-molekyler som bildats spontant, även ska ha haft förmågan att katalysera sin egen fortsatta replikation. Det är svårt att bedöma hur sannolik spontan bildning av RNA är, men det har lagts fram flera olika teorier om, hur det kan ha gått till. Tidiga former av cellmembran kan ha bildats spontant ur så kallade proteinoider, protein-liknande molekyler som bildas då aminosyror upphettas. När proteinoider förekommer i rätt koncentration bildar de mikrosfärer i vattenlösning, som beter sig ungefär som membraninneslutningar. Bland andra möjligheter finns system av kemiska reaktioner som sker inom substrat av lera, eller på ytan av pyritrika stenar. 

### Spiegelmans monster och uppföljare
Bland faktorer som stödjer teorin om RNA-världen finns bland annat RNA:s förmåga att replikera; Sol Spiegelman lyckades 1970-talet skapa RNA-kedjor, som kunde replikera och blev så korta som ungefär 50 nukleotider. Spiegelman införde RNA från en enkel bakteriofag "Qβ"  i en lösning som innehöll RNA-replikationsenzymet RNA-replikas (DNA-oberoende RNA-polymeras) från Qβ-virus-Q-betareplikaset, några fria nukleotider och vissa salter. I denna miljö började RNA att replikera.  Efter ett tag tog Spiegelman en smula RNA och flyttade det till ett annat rör med färsk lösning. Denna process upprepades.
Kortare RNA-kedjor kunde replikera snabbare, så RNA:t blev kortare och kortare eftersom urvalet gynnade hastighet. Efter 74 generationer slutade den ursprungliga strängen med 4.500 nukleotidbaser som ett dvärggenom med endast 218 baser. Ett så kort RNA hade kunnat replikera mycket snabbt under dessa onaturliga omständigheter. 
1997 visade Eigen och Oehlenschläger att Spiegelman monstret så småningom blir ännu kortare, som bara innehåller 48 eller 54 nukleotider, vilka  helt enkelt är bindningsställen för reproduktionsenzymet RNA-replikas. M. Sumper och R. Luce från Eigen-laboratoriet hade tidigare påvisat att en blandning som inte innehåller RNA alls utan bara RNA-kärnbaser och Q-Beta-replikas kan, under rätt förutsättningar, spontant alstra självreplikerande RNA, som utvecklas till en form som liknar Spiegelman Monster.
RNA kan alltså lagra information och själv katalysera reaktioner. I dagens organismer har den många olika viktiga roller, som mellansteg i uttryck och underhåll av genetisk information. Att molekylen, eller åtminstone dess beståndsdelar, så lätt kan bildas under de förhållanden som man tror är ungefär de, som rådde på det unga jordklotet, talar också för teorin om RNA-världen.

### Kvarstående problem
Det finns dock flera problem som behöver lösas för att RNA-hypotesen helt ska hänga ihop. De största problemen med hypotesen är att RNA är instabilt då det exponeras för ultraviolett strålning, hur nukleotiderna kunde aktiveras och bindas, bristen på löst fosfat, som behövs till nukleotidkedjans ryggrad, och att kvävebasen cytosin är instabil och lätt genomgår hydrolys.
Nyliga experiment antyder dessutom att de ursprungliga uppskattningarna av hur stora RNA-molekyler som skulle krävas för att den skulle kunna replikera sig själv förmodligen var grova underskattningar. Modernare varianter av teorin om RNA-världen föreslår att en molekyl som är enklare än RNA var kapabel till replikation på egen hand, och att denna replikerande värld sedan övergick till en RNA-värld. I dagsläget har de olika teorierna inte tillräckligt mycket med belägg, som stödjer dem. Många av dem kan visserligen simuleras och testas i ett laboratorium, men avsaknaden av opåverkade sedimentära bergarter från jordens tidiga historia medför få möjligheter att testa hypotesen om RNA-världen på ett tillförlitligt sätt. 
Det finns idag inget evidens för att en RNA-värld ska ha existerat. Ingen har hitintills lyckats framställa någon RNA nukleotid (en bokstav i RNA:s så kallade alfabet), inte heller har någon hitintills lyckats skapa någon av de nödvändiga proteinmolekylerna i ett realistiskt livets-ursprung-försök. RNA bryts ned otroligt snabbt vilket kan illustreras genom hanteringen av de nu aktuella mRNA-vaccinen mot coronavirus, vilka måste hållas nedfrysta till -72 grader celsius för att inte kemiskt brytas ned.